# Refrigeración magnética

Una aleación de gadolinio se calienta dentro del campo magnético y pierde energía térmica hacia el entorno, por lo tanto cuando el campo magnético cesa está más frío que al principio del ciclo.

La refrigeración magnética es una tecnología de enfriamiento  basada en el efecto magnetocalórico. Esta técnica puede usarse para lograr temperaturas extremadamente bajas, así como rangos de temperaturas como los usados en los refrigeradores normales.  Comparado con la refrigeración de gas tradicional, la refrigeración magnética es más segura, silenciosa, compacta, tiene una mayor eficiencia y es más respetuosa con el medio ambiente al no usar gases perjudiciales para la capa de ozono.
Este efecto fue observado por primera vez por el físico francés P. Weiss y el físico suizo A. Piccard en 1917.  El principio fundamental fue sugerido por P. Debye en 1926 y W. Giauque en 1927.  Los primeros prototipos de refrigerador magnético fueron construidos por diferentes grupos a partir de 1933.  La refrigeración magnética fue el primer método que permitió lograr temperaturas por debajo de 0.3K, temperatura que también es alcanzable con 3He, esto es, bombeando vapores de helio-3.

## El efecto magnetocalórico
El efecto magnetocalórico es un fenómeno magneto-termodinámico en el cual un cambio de temperatura en un material susceptible de ello se da cuando se expone dicho material a un campo magnético variable.  Esto es conocido como desimanación adiabática.  En dicha parte del ciclo de refrigeración, una disminución en la intensidad de un campo magnético aplicado externamente permite que los dominios magnéticos de un material magnetocalórico se desorienten por la agitación magnética de los fonones presentes en el material.  Si el material está aislado de forma que no se permita la entrada de energía desde el exterior durante dicha desorganización, la temperatura disminuye como consecuencia de la absorción de calor por dichos dominios.  La aleatorización de los dominios es parecida a la que se da en la temperatura de Curie de un material ferromagnético, excepto en que los dipolos magnéticos se imponen sobre un campo magnético externo de menor intensidad mientras la energía total del sistema permanece constante, en vez de darse la disrupción de dominios magnéticos por ferromagnetismo interno conforme se añade más energía.
Uno de los ejemplos de efecto magnetocalórico más notables se da en el metal gadolinio y alguna de sus aleaciones.  La temperatura del gadolinio aumenta cuando se somete al efecto de ciertos campos magnéticos.  Cuando dicho campo magnético cesa, su temperatura disminuye.  Este efecto es más fuerte en la aleación (Gd5Si2Ge2).  El praseodimio aleado con níquel (PrNi5) tiene un efecto magnetocalórico tan fuerte que ha permitido a los científicos llegar a temperaturas cercanas a un milikelvin, o una milésima de grado por encima del cero absoluto.

### Ecuación
El efecto magnetocalórico puede cuantificarse con la siguiente expresión:

{\displaystyle \Delta T_{ad}=-\int _{H_{0}}^{H_{1}}{\Bigg (}{\frac {T}{C(T,H)}}{\Bigg )}_{H}{{\Bigg (}{\frac {\partial M(T,H)}{\partial T}}{\Bigg )}}_{H}dH}

donde T es la temperatura, H es el campo magnético, C es la capacidad calorífica del imán de trabajo y M es la magnetización del refrigerante.
De la ecuación se deduce que el efecto magnétocalórico puede incrementarse con las siguientes técnicas:
- aplicando un campo magnético más intenso,
- usando un imán con menor capacidad calorífica,
- usando un imán con una mayor relación entre magnetización y temperatura en un campo magnético constante.

### Ciclo termodinámico

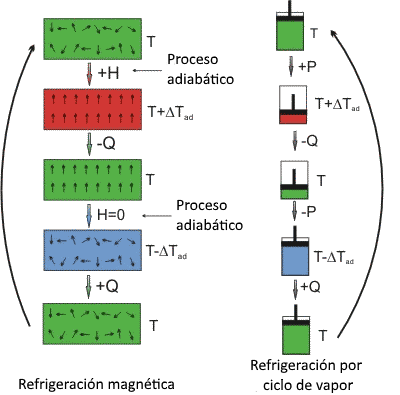
Analogía entre refrigeración magnética y ciclo de vapor o refrigeraciónconvencional. H = campo magnético externo; Q = capacidad calorífica; P = presión; ATad = variación adiabática de temperatura.

Este ciclo se aplica de manera análoga a un ciclo de Carnot, con variaciones en la intensidad del campo magnético en vez de cambios de presión.  Inicialmente el material a ser enfriado se introduce dentro de un campo magnético, es decir, el flujo magnético aumenta.  El material a ser enfriado o refrigerante empieza en equilibrio térmico con su entorno inmediato.
- Magnetización adiabática: La sustancia magnetocalórica se introduce dentro de un entorno aislado térmicamente.  El campo magnético externo aumenta de intensidad haciendo que los dipolos magnéticos se alineen con dicho campo, disminuyendo por lo tanto la entropía magnética y la capacidad calorífica del refrigerante.  Así, la energía interna total del sistema permanece constante, la entropía disminuye y por tanto aumenta la energía térmica del sistema.
- Transferencia entálpica isomagnética:  El calor generado en el punto anterior puede ser eliminado por un gas o fluido, como helio líquido o gaseoso.  La intensidad del campo magnético se mantiene constante para impedir que los dipolos reabsorban dicho calor.  Cuando la temperatura ha disminuido lo suficiente, se retira el campo magnético aplicado (H = 0).
- Desmagnetización adiabática: La sustancia se vuelve a aislar adiabáticamente del entorno de forma que la entropía permanece constante.  Sin embargo, en este caso el campo magnético se disminuye, y la energía térmica hace que el momento magnético supere dicho campo magnético, enfriándose, en un cambio de temperatura adiabático.  La energía y entropía se transfiere, desde entropía térmica a entropía magnética, en forma de desorden de los dipolos magnéticos.[8]
- Transferencia entrópica isomagnética: El campo magnético se mantiene constante para evitar que el material se caliente.  Dicho material se sitúa entonces en contacto con el en torno a enfriar.  Ya que dicho material está más frío que su entorno, por diseño, la energía calorífica migra desde el sistema a enfriar hacia el material de trabajo.

Una vez que el refrigerante y su entorno llegan al equilibrio térmico, el ciclo empieza de nuevo.

### En la práctica
El principio básico de funcionamiento de un refrigerador de desmagnetización adiabática (RDA) consiste en el uso de un intenso campo magnético para controlar la entropía de un material, comúnmente llamado "refrigerante".  El campo magnético limita la orientación de sus dipolos magnéticos.  Según aumenta la intensidad de dicho campo, también lo hace la cantidad de dipolos alineados con él, lo cual se traduce en una disminución de su entropía y capacidad calorífica, debido a que los materiales pierden algunos de sus grados de libertad internos.  Si el refrigerante se mantiene a temperatura constante mediante el uso de un disipador de calor, generalmente helio líquido, el refrigerante debe perder una parte de su energía ya que se equilibra térmicamente con el fluido de disipación de calor.  Cuando disminuye la intensidad o se retira el campo magnético, la capacidad calorífica del refrigerante aumenta de nuevo porque los grados de libertad asociados con la orientación de los dipolos están disponibles de nuevo, tomando su parte de energía a partir de la energía cinética de las moléculas, y por tanto disminuyendo la temperatura del material. Ya que el sistema se mantiene aislado, el proceso es adiabático, es decir, el sistema no puede intercambiar energía con su entorno inmediato (el fluido disipador de calor) y su temperatura disminuye por debajo de su valor inicial, es decir, la del fluido disipador.
El funcionamiento de un RDA se puede resumir de la siguiente forma: Primero, un intenso campo magnético se aplica al refrigerante, forzando a sus dipolos a alinearse y transfiriendo dichos grados de libertad hacia un estado de baja entropía.  El fluido disipador de calor absorbe dicha energía, liberada en forma de calor debido a la disminución de entropía.  Se interrumpe el contacto térmico con el fluido disipador, aislando efectivamente el material refrigerante, y el campo magnético se retira, aumentando la capacidad calorífica del refrigerante y disminuyendo su temperatura por debajo de la del fluido disipador. En la práctica, la intensidad del campo magnético se reduce gradualmente para permitir una refrigeración continua y mantener la muestra a una temperatura baja y constante.  Cuando el campo magnético se aproxima a cero o un valor bajo determinado por las propiedades del refrigerante, el potencial enfriador del RDA disminuye, y pérdidas de calor hacen que el refrigerante se caliente.

## Materiales susceptibles
El efecto magnetocalórico es una propiedad intrínseca de un sólido magnético.  Esta respuesta térmica de un sólido cuando se le aplica un campo magnético se puede maximizar cuando su temperatura es cercana a la de su ordenación magnética.  Así, los materiales aptos para refrigeración magnética deben ser materiales con una temperatura de transición de fase magnética cercana a la temperatura de interés.  Así, en sistemas pensados para su uso en casa, dicha temperatura debe estar cerca de la temperatura ambiente.  El cambio de temperatura se puede incrementar si el orden-parámetro de la transición de fase cambia abruptamente cerca del rango de temperatura de interés.
La magnitud del cambio de temperatura adiabática y la entropía magnética dependen del proceso de ordenación magnética.  Este valor es generalmente pequeño en materiales antiferromagnéticos, ferrimagnéticos y sistemas de vidrio de espín, y puede ser mucho mayor en materiales ferromagnéticos que sufran una transición de fase magnética.  Las transiciones de fase de primer orden se caracterizan por una discontinuidad en los cambios de magnetización con la temperatura, resultado en un calor latente.  Las transiciones de fase de segundo orden no tienen este calor latente asociado con la transición de fase.
A finales de los años 1990, Pecharsky y Gschneider informaron de un cambio de entropía magnética en Gd5(Si2Ge2) un 50% superior al del gadolinio puro, el cual tenía el mayor valor de cambio de entropía magnética conocido.  Esto fue llamado efecto magnetocalórico gigante (GMCE por sus siglas en inglés) y se daba a 270K, inferior al del Gd (294K).  Ya que el EMC se da por debajo de la temperatura ambiente, estos materiales no eran aptos para su uso en refrigeradores a dicha temperatura.  Desde entonces se han encontrado otras aleaciones que muestran GMCE, entre ellas Gd5(SixGe1−x)4, La(FexSi1−x)13Hx y MnFeP1−xAsx.  El gadolinio y sus aleaciones tienen transiciones de fase de segundo orden sin histéresis térmica o magnética.  Sin embargo, el uso de tierras raras hace que estos materiales sean muy caros.
Las aleaciones Heusler Ni2MnX (X = Ga, Co, In, Al, Sb) son materiales prometedores ya que tienen temperaturas de Curie cercanas a la ambiente y según su composición, pueden tener transiciones de fase martensíticas cerca de la temperatura ambiente.  Estos materiales presentan memoria de forma magnética y pueden ser usados como actuadores, sistemas de recolección energética y sensores.  Cuando la temperatura de transición de fase martensítica y la de Curie son iguales, el valor del cambio de entropía magnético se maximiza.  En febrero de 2014, General Electric anunció el desarrollo de un refrigerador magnético basado en el uso de Ni y Mn.
El desarrollo de esta tecnología depende fuertemente del material y es poco probable que reemplace los sistemas clásicos de vapor y compresión a no ser que se encuentren materiales adecuados que sean baratos, abundantes y que muestren efectos magnetocalóricos más intensos en un rango más amplio de temperatura.  Estos materiales necesitan mostrar cambios de temperatura importantes bajo un campo magnético de un tesla o menos, de forma que se puedan usar imanes permanentes para la producción del campo magnético.

### Sales paramagnéticas
El refrigerante que se propuso al principio fue una sal paramagnética como el nitrato de magnesio y cerio.  Los dipolos magnéticos activos en este caso corresponden a las capas electrónicas externas de los átomos paramagnéticos.
En un sistema basado en sales paramagnéticas, el fluido disipador de calor suele ser 4He (1.2 K) o 3He (0.3 K) en un criostato.  La magnetización inicial se puede lograr fácilmente con un campo magnético de 1 T.  La mínima temperatura alcanzable está determinada por las tendencias de auto-magnetización de la sal refrigerante, pero aun así se pueden alcanzar temperaturas en el rango de 1 a 100 mK.  Los refrigeradores de dilución han sustituido durante muchos años a los sistemas basados en sales paramagnéticas, pero sigue habiendo interés en sistemas de pequeño tamaño y fáciles de usar para laboratorios, debido a la complejidad y baja fiabilidad del refrigerador de dilución.
Las sales paramagnéticas se vuelven diamagnéticas o ferromagnéticas con el tiempo, limitando la mínima temperatura alcanzable mediante este método.

### Desmagnetización nuclear
Una variante de la desmagnetización adiabática que continúa teniendo aplicación en investigación es la refrigeración por desmagnetización nuclear o RDN.  La RDN sigue los mismos principios, pero en este caso el efecto proviene de los dipolos magnéticos nucleares en vez de los electrónicos.  Estos dipolos son de menor magnitud y por lo tanto menos susceptibles de alinearse, con campos intrínsecos mucho menores.  Este hecho permite que la RDN llegue a temperaturas muy bajas, por debajo del microkelvin.  Sin embargo, los dipolos magnéticos nucleares son menos susceptibles de alinearse con campos magnéticos externos, requiriéndose intensidades de 3 tesla o superiores para la magnetización inicial.
En sistemas RDN, el fluido disipador de calor debe estar a temperaturas muy bajas, de 10 a 100 mK.  Esta etapa de enfriamiento inicial se logra mediante un refrigerador de dilución o una sal paramagnética.

## Desarrollo comercial
La investigación y el desarrollo de una prueba de concepto en 2001 tuvieron como resultado la demostración de un prototipo de refrigerador magnético con materiales de grado comercial e imanes permanentes trabajando a temperatura ambiente.
El 20 de agosto de 2007, investigadores del Laboratorio Nacional de Risø, de la Universidad Politécnica de Dinamarca, afirmaron haber establecido un hito en su investigación en refrigeradores magnéticos logrando una diferencia de temperatura de 8.7K.  Esperaban introducir los primeros modelos comerciales hacia 2010.
A fecha de 2013, esta tecnología sólo se ha mostrado comercialmente viable en aplicaciones de criogenia de temperatura ultra baja.  Los sistemas de refrigeración magnetocalórica están compuestos generalmente de bombas, motores, fluidos secundarios, imanes y materiales magnéticos.  Estos procesos están fuertemente influidos por irreversibilidades y deben ser considerados adecuadamente.  A finales de año, Cooltech Applications anunció que su primer sistema comercial de refrigeración magnética llegaría al mercado en 2014.  Cooltech lanzó su primer sistema comercial de refrigeración magnética el 20 de junio de 2016.  En 2015, en el Consumer Electronics Show de Las Vegas (EE. UU.), un consorcio formado por Haier, Astronautics Corporation of America y BASF presentaron el primer electrodoméstico de refrigeración magnética.  BASF dice que su tecnología tiene un 35% de mejora energética comparada con sistemas clásicos basados en compresores.

### Usos actuales y futuros
Los problemas de histéresis térmica y magnética siguen sin resolverse en el caso de materiales con transición magnética de primer orden que muestran GMCE.
Otra aplicación potencial es su uso en sondas espaciales.
Los sistemas de refrigeración por compresión de vapor llegan a rendimientos del 60% sobre el teórico de un ciclo de Carnot, valor muy superior a los logrados por sistemas de refrigeración magnética.  Sin embargo, los refrigeradores para uso en hogares son mucho menos eficientes.
En 2014 se descubrió anisotropía magnetocalórica gigante en HoMn2O5 a 10K.  La anisotropía entrópica magnética ha dado lugar un comportamiento magnetocalórico rotativo que permite construir sistemas de refrigeración magnética más sencillos, compactos y eficientes, que rotan dentro de un campo magnético constante.

## Historia
Este efecto fue descubierto por el físico francés Pierre Weiss y Auguste Piccard en 1917 en el níquel.  Originalmente, el efecto refrigerante encontrado era inferior a 0.5 K/T
Sin embargo, Peter Debye en 1926 y el premio Nobel William F. Giauque en 1927 lograron importantes avances al proponer, de manera independiente, el enfriamiento vía desmagnetización adiabática.
Este hecho fue demostrado experimentalmente por Giauque y su colega D. P. MacDougall en 1933, llegando a 0.25 K.  
En 1997, el primer prototipo de refrigerador magnético fue demostrado por Karl A. Gschneider Jr., de la Universidad Estatal de Iowa.  Este hecho atrajo el interés de otros científicos y empresas que empezaron a desarrollar nuevos tipos de materiales usables a temperatura ambiente y nuevos diseños de refrigeradores magnéticos.
En 2002 se produjo un importante avance, cuando un grupo de la Universidad de Ámsterdam mostró efecto magnetocalórico gigante en aleaciones de MnFe(P,As), las cuales no usan tierras raras.
También se han mostrado sistemas a nivel de laboratorio que usan campos magnéticos de entre 0.6 y 10 T.  Los campos magnéticos por encima de 2 T son difíciles de conseguir con imanes permanentes, por lo que hay que recurrir a imanes superconductores.  1 T equivale a aproximadamente 20,000 veces la intensidad del campo magnético terrestre.

### Dispositivos a temperatura ambiente
La investigación reciente se ha centrado en dispositivos que trabajan a temperatura ambiente o cerca de ésta. Algunos ejemplos de sistemas ya construidos incluyen:
| Esponsor | Localización                           | Fecha                    | Tipo        | Potencia (W)[1] | ΔT máx. (K)[2] | Intensidad de campo magnético (T) | ! Material refrigerante                           | Cantidad (kg) |
| --- | -------------------------------------- | ------------------------ | ----------- | --------------- | -------------- | --------------------------------- | ------------------------------------------------- | ------------- |
| Ames Laboratory/Astronautics | Ames, Iowa/Madison, Wisconsin, EE. UU. | 20 de febrero de 1997    | Alternativo | 600             | 10             | 5 (S)                             | Esferas de Gd                                     |               |
| Instituto de Ciencia de Materiales de Barcelona | Barcelona, España                      | Mayo de 2000             | Rotativo    | ?               | 5              | 0.95 (P)                          | Cinta de Gd                                       |               |
| Chubu Electric/Toshiba | Yokohama, Japón                        | Verano del 2000          | Alternativo | 100             | 21             | 4 (S)                             | Esferas de Gd                                     |               |
| Universidad de Victoria | Victoria, Columbia británica, Canadá   | Julio del 2001           | Alternativo | 2               | 14             | 2 (S)                             | Gd & Gd 1−xTb x L.B.                              |               |
| Astronautics | Madison, Wisconsin, EE. UU.            | 18 de septiembre de 2001 | Rotativo    | 95              | 25             | 1.5 (P)                           | Esferas de Gd                                     |               |
| Instituto Tecnológico deSichuan/Universidad de Nanjing | Nanjing, China                         | 23 de abril de 2002      | Alternativo | ?               | 23             | 1.4 (P)                           | Esferas de Gd y polvo de Gd5Si1.985Ge1.985Ga0.03  |               |
| Chubu Electric/Toshiba | Yokohama, Japón                        | 5 de octubre de 2002     | Alternativo | 40              | 27             | 0.6 (P)                           | Gd 1−xDy x L.B.                                   |               |
| Chubu Electric/Toshiba | Yokohama, Japón                        | 4 de marzo de 2003       | Rotativo    | 60              | 10             | 0.76 (P)                          | Gd 1−xDy x L.B.                                   | 1             |
| Laboratorio de Electrotecnia Grenoble | Grenoble, Francia                      | Abril de 2003            | Alternativo | 8.8             | 4              | 0.8 (P)                           | Hojas de Gd                                       |               |
| Universidad George Washington | EE. UU.                                | Julio de 2004            | Alternativo | ?               | 5              | 2 (P)                             | Hojas de Gd                                       |               |
| Astronautics | Madison, Wisconsin, EE. UU.            | 2004                     | Rotativo    | 95              | 25             | 1.5 (P)                           | Esferas de Gd y GdEr / La(Fe 0.88Si130− 0.12H 1.0 |               |
| Universidad de Victoria | Victoria, Columbia británica, Canadá   | 2006                     | Alternativo | 15              | 50             | 2 (S)                             | Gd, Gd 0.74Tb 0.26 y discos de Gd 0.85Er 0.15     | 0.12          |
| 1potencia máxima disipada sin incremento de temperatura (ΔT=0); 2incremento máximo de temperatura a potencia cero (W=0); L.B. = layered bed; P = imán permanente; S = imán superconductor |                                        |                          |             |                 |                |                                   |                                                   |               |

1. ↑  Brück, E. (2005). «Developments in magnetocaloric refrigeration». Journal of Physics D: Applied Physics 38 (23): R381. Bibcode:2005JPhD...38R.381B. doi:10.1088/0022-3727/38/23/R01.
2. ↑  Khovaylo, V. V.; Rodionova, V. V.; Shevyrtalov, S. N.; Novosad, V. (2014). «Magnetocaloric effect in "reduced" dimensions: Thin films, ribbons, and microwires of Heusler alloys and related compounds». Physica status solidi (b) 251 (10): 2104. Bibcode:2014PSSBR.251.2104K. doi:10.1002/pssb.201451217.
3. ↑  Gschneidner, K. A.; Pecharsky, V. K. (2008). «Thirty years of near room temperature magnetic cooling: Where we are today and future prospects». International Journal of Refrigeration 31 (6): 945. doi:10.1016/j.ijrefrig.2008.01.004.
4. ↑  Weiss, Pierre; Piccard, Auguste (1917). «Le phénomène magnétocalorique». J. Phys. (Paris). 5th Ser. (7): 103-109.
5. ↑  Zemansky, Mark W. (1981). Temperatures very low and very high. Nueva York: Dover. p. 50. ISBN 0-486-24072-X.
6. ↑  Karl Gschneidner, Jr. & Kerry Gibson (7 de diciembre de 2001). «Magnetic Refrigerator Successfully Tested». Ames Laboratory News Release. Ames Laboratory. Archivado desde el original el 23 de marzo de 2010. Consultado el 17 de diciembre de 2006.
7. ↑  Emsley, John (2001). Nature's Building Blocks. Oxford University Press. p. 342. ISBN 0-19-850341-5.
8. ↑  Casquilho, João Paulo; Teixeira, Paulo Ivo Cortez (2014). Introduction to Statistical Physics (illustrated edición). Cambridge University Press. p. 99. ISBN 978-1-107-05378-6.
9. ↑  Smith, A.; Bahl, C. R. H.; Bjørk, R.; Engelbrecht, K.; Nielsen, K. K.; Pryds, N. (2012). «Materials Challenges for High Performance Magnetocaloric Refrigeration Devices». Advanced Energy Materials 2 (11): 1288. doi:10.1002/aenm.201200167.
10. ↑  Pecharsky, V. K.; Gschneidner, Jr., K. A. (1997). «Giant Magnetocaloric Effect in Gd_{5}(Si_{2}Ge_{2})». Physical Review Letters 78 (23): 4494. Bibcode:1997PhRvL..78.4494P. doi:10.1103/PhysRevLett.78.4494.
11. ↑  Moya, X.; Kar-Narayan, S.; Mathur, N. D. (2014). «Caloric materials near ferroic phase transitions». Nature Materials 13 (5): 439. Bibcode:2014NatMa..13..439M. doi:10.1038/NMAT3951.
12. ↑  Song, N. N.; Ke, Y. J.; Yang, H. T.; Zhang, H.; Zhang, X. Q.; Shen, B. G.; Cheng, Z. H. (2013). «Integrating giant microwave absorption with magnetic refrigeration in one multifunctional intermetallic compound of LaFe11.6Si1.4C0.2H1.7». Scientific Reports 3. Bibcode:2013NatSR...3E2291S. doi:10.1038/srep02291.
13. ↑  «GE Global Research Live». Archivado desde el original el 18 de febrero de 2015. Consultado el 24 de julio de 2016.
14. ↑  «Your next fridge could keep cold more efficiently using magnets». gizmag.com.
15. ↑  Gschneidnerjr, K. A.; Pecharsky, V. K.; Tsokol, A. O. (2005). «Recent developments in magnetocaloric materials». Reports on Progress in Physics 68 (6): 1479. Bibcode:2005RPPh...68.1479G. doi:10.1088/0034-4885/68/6/R04.
16. ↑  Pecharsky, V. K.; Gschneidner Jr, K. A. (1999). «Magnetocaloric effect and magnetic refrigeration». Journal of Magnetism and Magnetic Materials 200: 44. Bibcode:1999JMMM..200...44P. doi:10.1016/S0304-8853(99)00397-2.
17. ↑  Gibson, Kerry (noviembre de 2001). «Magnetic Refrigerator Successfully Tested: Ames Laboratory developments help push boundaries of new refrigeration technology». INSIDER Newsletter for employees of Ames Laboratory. Archivado desde el original el 27 de mayo de 2010.
18. ↑  «Cooltech Applications». Cooltech Applications. Consultado el 4 de junio de 2014.
19. ↑  Zimm, C; Jastrab, A.; Sternberg, A.; Pecharsky, V.K.; Gschneidner, K.A. Jr.; Osborne, M.; Anderson, I. (1998). «Description and Performance of a Near-Room Temperature Magnetic Refrigerator». Adv. Cryog. Eng. 43: 1759.
20. ↑  Bohigas, X.; Molins, E.; Roig, A.; Tejada, J.; Zhang, X. X. (2000). «Room-temperature magnetic refrigerator using permanent magnets». IEEE Transactions on Magnetics 36 (3): 538. doi:10.1109/20.846216.
21. ↑  Lee, S. J.; Kenkel, J. M.; Pecharsky, V. K.; Jiles, D. C. (2002). «Permanent magnet array for the magnetic refrigerator». Journal of Applied Physics 91 (10): 8894. Bibcode:2002JAP....91.8894L. doi:10.1063/1.1451906.
22. ↑  Hirano, N. (2002). «Development of magnetic refrigerator for room temperature application». AIP Conference Proceedings 613. p. 1027. doi:10.1063/1.1472125.
23. ↑  Rowe A.M. and Barclay J.A., Adv. Cryog. Eng. 47 995 (2002).
24. ↑  Richard, M. -A. (2004). «Magnetic refrigeration: Single and multimaterial active magnetic regenerator experiments». Journal of Applied Physics 95 (4): 2146. Bibcode:2004JAP....95.2146R. doi:10.1063/1.1643200.
25. ↑  Zimm C, Paper No K7.003 Am. Phys. Soc. Meeting, March 4, Austin, Texas (2003) «Copia archivada». Archivado desde el original el 29 de febrero de 2004. Consultado el 12 de junio de 2006.
26. ↑  Wu W., Paper No. K7.004 Am. Phys. Soc. Meeting, March 4, Austin, Texas (2003) «Copia archivada». Archivado desde el original el 29 de febrero de 2004. Consultado el 12 de junio de 2006.
27. 1 2  Hirano N., Paper No. K7.002 Am. Phys. Soc. Meeting March 4, Austin, Texas, «Copia archivada». Archivado desde el original el 29 de febrero de 2004. Consultado el 12 de junio de 2006.
28. ↑  Clot, P.; Viallet, D.; Allab, F.; Kedous-Lebouc, A.; Fournier, J. M.; Yonnet, J. P. (2003). «A magnet-based device for active magnetic regenerative refrigeration». IEEE Transactions on Magnetics 39 (5): 3349. Bibcode:2003ITM....39.3349C. doi:10.1109/TMAG.2003.816253.
29. ↑  Shir, F.; Mavriplis, C.; Bennett, L. H.; Torre, E. D. (2005). «Analysis of room temperature magnetic regenerative refrigeration». International Journal of Refrigeration 28 (4): 616. doi:10.1016/j.ijrefrig.2004.08.015.
30. ↑  Zimm C, Paper No. K7.003 Am. Phys. Soc. Meeting, March 4, Austin, Texas (2003) «Copia archivada». Archivado desde el original el 29 de febrero de 2004. Consultado el 12 de junio de 2006.
31. ↑  Rowe, A.; Tura, A. (2006). «Experimental investigation of a three-material layered active magnetic regenerator». International Journal of Refrigeration 29 (8): 1286. doi:10.1016/j.ijrefrig.2006.07.012.

- Datos: Q899364